# Acmispon strigosus
Acmispon strigosus là một loài thực vật có hoa trong họ Đậu. Loài này được (Nutt.) Brouillet mô tả khoa học đầu tiên năm 2008.